# Norbert Bilbeny i García
Norbert Bilbeny i García (Barcelona, 1953) és professor universitari, filòsof i escriptor, catedràtic d'ètica a la Universitat de Barcelona d'ençà del 1990.
En el marc de la seva tasca docent a la Universitat de Barcelona, fou degà de la Facultat de Filosofia, essent escollit el 2011, des d'on va defensar un model d'internacionalització de la investigació catalana i la transferència societat-universitat. Actualment és director del Màster de Ciutadania i Drets Humans, i ho va ser del Màster d'Immigració i Educació intercultural, en aquest sentit va publicar al 2012 l'assaig "Què vol dir integració?", en el que analitza la integració i la societat global. Entre la seva tasca pedagògica en destaquen estades de professor visitant a universitats estrangeres com ara la Universitat de Chicago, l'Institut Tecnològic i d'Estudis Superiors de Monterrey i la Universitat Loyola de Chicago. Va ser visiting scholar a Berkeley (Facultat de Dret), Harvard, Toronto, CNRS i Northwestern. El 15 de febrer del 2017 fou nomenat President de la recentment creada comissió ètica de la Universitat de Barcelona i, des d'allà. es va realitzar la normativa ètica de la institució amb la participació de professorat i personal d'administració i serveis.
En un principi les seves investigacions es van centrar en temes d'història de la filosofia catalana i sobre ètica kantiana, passant per l'estudi del concepte de «raó pràctica» o ètica aplicada. La seva especialitat són les qüestions interculturals, l'ètica de la ciutadania i el cosmopolitisme, en aquest marc, analitza en les seves obres el fet de la globalització econòmica però no la cultural, defensant aquesta darrera com a eina per al respecte de totes les cultures i les minories.
A més de fer-ho des de la càtedra, ha transmès conceptes i idees novedoses per mitjà de nombrosos llibres d'ètica i filosofia política, com La identidad cosmopolita, Consultori ético o El futuro empieza hoy. Va ser guardonat amb el Premi Josep Pla el 1984 i el Premi Anagrama d'assaig el 1987. Com a articulista ocasional, ha col·laborat amb el diari Avui, el Diari de Barcelona i La Vanguardia, i amb articles d'opinió al diari Ara.
És membre de l'Ateneu Barcelonès, en el que va entrar de la mà del filòsof Francesc Gomà i Musté (Creu de Sant Jordi 1988), exercint de secretari de l'Ateneu del 1985 al 1989, actualment n'és el president del Consell Social.
L'any 2008 va comparèixer a la Comissió de Medi Ambient i Habitatge del Parlament de Catalunya per tal de defensar la prohibició de la tauromàquia a Catalunya, va adduir que la seva prohibició era un acte "d'humanitat i humanisme".

## Generació de la ruptura
Generació de la ruptura és el nom que Norbert Bilbeny va proposar per designar el grup de filòsofs catalans formats a la universitat entre 1970 i 1975 i que publicaren els seus primers llibres entre la mort del dictador i mitjans de la dècada de 1980. És una generació marcada per la contracultura nord-americana, el freudomarxisme i la literatura del ‘boom' llatinoamericà. Molts dels seus membres militaren políticament a grups comunistes d'ultraesquerra com Bandera Roja i la Jove Guàrdia Roja del Partit del Treball (maoïstes) i han continuat fidels a posicions d'esquerra. La seva formació cultural deu molt a l'obra de Manuel Sacristán, però la seva adscripció fonamental és el nietzscheanisme francès posterior al maig del 68 i la filosofies de la sospita.
La Generació de la ruptura practicà un marxisme dogmàtic i un nietzscheanisme no menys radicalitzat i controlà molt aviat els llocs més significatius en les facultats de filosofia catalanes. Ha estat en general antinacionalista i s'ha interessat sobretot per temes de metodologia de les ciències i d'epistemologia. Alguns dels seus membres participaren del Col·legi de Filosofia amb pensadors de la generació anterior, com Xavier Rubert de Ventós o Eugenio Trías Sagnier
Bilbeny inventaria com a membres d'aquesta generació, a part d'ell mateix, a Fina Birulés, Manuel Cruz, Anna Estany, Ferran Graell i Deniel, Antoni Doménech, Miguel Morey, Gerard Vilar i Josep Casals.

## La Generació de la transició
Generació de la transició és el nom que Norbert Bilbeny va proposar per designar el grup de filòsofs catalans formats a la universitat entre 1975 i 1980 i que publicaren els seus primers llibres en el període 1980-1985. Es tracta de la primera generació que, amb l'adveniment de la democràcia, pot publicar de manera continuada filosofia en català. Molts d'aquests filòsofs, formats en la seva majoria per Emilio Lledó i Francesc Gomà i Musté, o organitzats al voltant del Col·legi de Filosofia, adoptaren posicions postmodernes i caracteritzades pel desencantament polític: «No sóc l'únic a tenir la percepció que els més joves que nosaltres estan desencants a priori de no haver passat cap encantament. No confien, diu Bilbeny, en una de les poques coses de què ens refiàvem abans, les metodologies, i són escèptics quant a la millora humana que pugui suposar la filosofia».
En opinió de Bilbeny la filosofia de la transició es caracteritza per haver estat bàsicament d'orientació heideggeriana, superant el marxisme que a Catalunya representava Manuel Sacristán i el nietzscheanisme francès, més propi del Col·legi de filosofia. Coincidint amb la superació del marxisme, Àngel Castiñeira (1989) destaca també com a característiques: l'adopció de la postmodernitat, la indiferència religiosa i el cosmopolitisme. Dels anys clau de la transició entre 1975 i 1985, Gonçal Mayos en fa un balanç global que inclou els diversos fòrums en què s'estructurava la Generació de la transició.

### Membres de la Generació de la transició
Bilbeny inventaria com a membres d'aquesta generació: Ramon Alcoberro, Jaume Casals, Pompeu Casanovas, Àngel Castiñeira (posteriorment col·laborador del president Jordi Pujol), Margarida Mauri, Gonçal Mayos Solsona, Antoni Mora Lledó (l'únic membre d'aquest grup que ha restat quasi inèdit), Mercè Rius (col·laboradora de Xavier Rubert de Ventós durant molts anys), Josep-Maria Ruíz-Simon, Pere Saborit i Salvi Turró.

### Obres i trajectòria
Els llibres El desordre cívic (1983) de Ramon Alcoberro i Àmbits de la postmodernitat (1986) d'Àngel Castiñeira recullen les tesis postmodernes d'aquesta generació, mentre que El plat preferit dels cucs (1987) de Pere Saborit és potser el text més radical d'aquell moment històric. Més bolcats a la tasca universitària Jaume Casals, Gonçal Mayos, Margarida Mauri i Mercé Rius han elaborat i publicat les seves investigacions acadèmiques.

## Obra

### Català
- 1979 Joan Crexells en la filosofia del Noucents
- 1981 Filosofia i destrucció
- 1984 Entre Renaixença i Noucentisme. Estudis de Filosofia
- 1985 Filosofia contemporània a Catalunya
- 1985 Papers contra la cinta magnètica
- 1988 La ideologia nacionalista a Catalunya
- 1988 Eugeni d'Ors i la ideologia del Noucentisme
- 1989 Puntes al coixí. Converses amb pensadors catalans
- 1990 El laberint de la llibertat
- 1991 L'ombra de Maquiavel. Ètica i política
- 1991 Ètica i justícia
- 1999 Política noucentista. De Maragall a D'Ors
- 2001 El somni americà: un dietari a Berkeley
- 2016 Tocar el món: introducció informal a la pintura

### Castellà
- 1990 El discurso de la ética
- 1990 Humana dignidad
- 1992 Aproximación a la Ética
- 1993 El idiota moral. La banalidad del mal en el siglo XX
- 1995 Kant y el tribunal de la conciencia
- 1996 Europa després de Sarajevo. Claves éticas y políticas de la ciudadanía europea
- 1997 La revolución en la ética. Hábitos y creencias en la sociedad digital
- 1998 Política sin estado. Introducción a la filosofía política
- 1998 Sócrates. El saber como ética
- 1999 Democracia para la diversidad
- 1999 El protocolo socrático del liberalismo político
- 2002 Por una causa común. Ética para la diversidad
- 2003 Ética para la vida. Razones y pasiones
- 2004 Ética intercultural
- 2007 La identidad cosmopolita. Los límites del patriotismo en la era global
- 2008 Consultorio ético
- 2010 El futuro empieza hoy

### Com a editor
- 2000 Grans fites de l'ètica
- 2001 El nou catalanisme
- 2002 Per a una ètica intercultural.

## Premis
- 1979 Premi Joan Estelrich
- 1984 Josep Pla per Papers contra la cinta magnètica
- 1987 Anagrama d'assaig per La revolución en la ética. Hábitos y creencias en la sociedad digital